# Mantova 1911 2018-2019

## Stagione
Dopo l'amaro epilogo dei playoff persi a giugno in semifinale contro i vicentini dell'ArzignanoChiampo, i biancorossi voltano definitivamente pagina e puntano alla vittoria finale del campionato di Serie D: il 29 giugno 2018 Maurizio Setti, presidente dell'Hellas Verona ed ex-consigliere del Bologna acquista la società per 623.000 Euro (tramite la Fiduciaria Emiliana) e nomina come presidente Ettore Masiello, mantovano e commerciante di auto che rimpiazza, dopo appena un anno, Maurizio Bortolini alla guida dei virgiliani.
La società è finanziata per il 50.75% da Maurizio Setti attraverso la Fiduciaria Emiliana, per il 12.5% dalla HSH Ltd di Pablo Dana, mentre le quote rimanenti sono suddivise fra piccoli / medi imprenditori mantovani che hanno contribuito alla rinascita del Club nel 2017.
Il CDA è composto da: Ettore Masiello, Francesco Barresi, Daniela Scalabrini, Alberto Ferrari e Federico Strafinger.
A tal proposito, la notizia dell'acquisto del Mantova da parte di Setti divide l'opinione pubblica della tifoseria: alcuni pensano che con il suo arrivo possano aprirsi nuovi scenari positivi per il futuro del club come la promozione in Serie C, altri invece che la vedono come una sorta di "squadra satellite" del Verona, storica rivale dei biancorossi, dove far crescere i giocatori della squadra gialloblù.
Salutato Renato Cioffi, la nuova società punta sull'esperienza e sulla professionalità di Massimo Morgia, 67 anni, romano, tecnico capace di vincere per ben due volte il massimo campionato dilettantistico (con Pistoiese, e Robur Siena) e su un mix tra calciatori giovani (prelevati, per la maggior parte, dalla primavera del Verona) ed esperti tra i quali Matías Cuffa,Simone Minincleri, Daniele Ferri Marini, Nicola Ferrari, e dal ritorno a Mantova dopo ben 11 anni, del bomber Cristian Altinier prelevato dalla fallita Reggiana.
Il Mantova comincia la preparazione alla attività agonistica andando in ritiro a Spiazzo, in Val Rendena dal 28 luglio al 10 agosto ed effettuando numerosi test contro altre formazioni, tra cui spiccano Cittadella, Ciserano, Settaurense ed, affrontando nel Memorial David Cappelletti, l'Axys Zola.
Mentre i biancorossi sono in ritiro, vengono a conoscenza della prematura scomparsa di Gustavo Giagnoni, ex-calciatore ed allenatore che ha fatto la storia del club di Viale Te con cui conquistò tre promozioni in Serie A (due da calciatore ed una da allenatore) disputando oltre 300 gare di cui 141 in A con la maglia biancorossa.
Nel frattempo, a stagione in corso, il 3 gennaio 2019 Setti entra nel capitale della società virgiliana con una sua società : la Star Ball srl, uscendo dall'anonimato della Fiduciaria Emiliana (la società che acquisi le quote del club biancorosso l'estate precedente).
In campionato, i biancorossi trovano nel Como la loro rivale per la corsa promozione. Dopo lo scontro diretto di ottobre, vinto 2-1 al Martelli, il Mantova conquista il primato e conquista numerose vittorie, arrivando a 44 punti al termine del girone d'andata; questo non permette tuttavia di allungare sulla diretta concorrente, che resta sempre a ridosso dei virgiliani. Le due squadre combattono punto a punto e staccano nettamente tutte le altre formazioni, arrivando all'incontro del girone di ritorno con i biancorossi primi con due punti di vantaggio sui lariani. Il Como vince 1-0 e supera il Mantova in classifica. Ciò tuttavia non impedisce ai biancorossi di riconquistare la vetta del girone battendo la Pro Sesto 2-1 al Martelli e approfittando di un pareggio dei rivali.
Nel frattempo, il Mantova prosegue il suo cammino nella Coppa Italia di Serie D, dove raggiunge le semifinali.
Una flessione nel rendimento all'inizio di aprile impedisce ai biancorossi di raggiungere gli obiettivi stagionali: dapprima vengono sconfitti dal Matelica nella semifinale di ritorno di coppa, poi dal Rezzato in campionato (1-0), consentendo al Como il definitivo sorpasso. Il Mantova si arrende alla penultima giornata, quando il pareggio per 2-2 in casa contro il Sondrio consegna la matematica promozione ai lariani.
L'obiettivo diventa quindi quello di vincere i playoff: in virtù degli 83 punti conquistati in campionato, i biancorossi sarebbero quasi certi di un ripescaggio in Serie C. L'obiettivo tuttavia svanisce a seguito della sconfitta (la prima stagionale in casa) subìta in rimonta dalla Pro Sesto.

## Divise e sponsor
Lo sponsor tecnico per la stagione 2018-2019 è Givova.
Per la prima parte della stagione il Mantova gioca con la maglia rossa con sbarra bianca in uso nell'ultimo campionato di Lega Pro. Nel girone di ritorno, a una nuova versione della maglia rossa, si affianca la tradizionale maglia bianca con banda rossa, che diventa la prima divisa. Queste maglie vengono utilizzate anche dai portieri, a seconda della divisa indossata dai giocatori di movimento; i portieri hanno a disposizione anche una maglia blu con banda bianca.
| Girone di andata | Casa (girone di ritorno) | Trasferta (girone di ritorno) | Terza divisa (portieri) |

Lo sponsor che compare sulle maglie virgiliane è per le prime giornate BPER Banca; nel prosieguo del campionato diventa main sponsor Noahlity, accompagnata da Bricofer (sul retro delle maglie) e l'agenzia Generali di Goito per i pantaloncini.

## Organigramma societario
Area direttiva
- Presidente: Ettore Masiello
- Vice-presidente:  Antonio Ferrari

Area organizzativa
- Segretario generale: Laura Vaccari
- Segretario sportivo: Claudio Naldi
- Team manager: Alberto Mascotto

Area marketing
- Responsabile marketing: Gianluca Pecchini
- Ufficio marketing: Lara Tassini

Area tecnica
- Direttore sportivo: Emanuele Righi
- Allenatore: Massimo Morgia
- Vice-allenatore: Luca Lugnan
- Collaboratore tecnico: Marcello Esposito
- Responsabile tecnico: Stefano Zarattoni
- Preparatore atletico: Corrado Merighi
- Preparatore dei portieri: Federico Infanti

Area sanitaria
- Medico sociale: Enrico Ballardini
- Fisioterapista: Marcello Croci

## Rosa
| N. |                     | Ruolo | Calciatore             |
| -- | ------------------- | ----- | ---------------------- |
| 1  | Italia (bandiera)   | P     | Nicola Borghetto       |
| 2  | Italia (bandiera)   | D     | Jody Maistrello        |
| 2  | Italia (bandiera)   | D     | Davide Galazzini       |
| 3  | Italia (bandiera)   | D     | Nicola Aldrovandi      |
| 3  | Italia (bandiera)   | C     | Giovanni Antongiovanni |
| 4  | Italia (bandiera)   | D     | Andrea Bertozzini      |
| 5  | Italia (bandiera)   | A     | Gianmarco Alberini     |
| 6  | Italia (bandiera)   | D     | Luigi Manzo            |
| 7  | Italia (bandiera)   | C     | Simone Minincleri      |
|    | Italia (bandiera)   | C     | Mattia Negri           |
| 8  | Italia (bandiera)   | C     | Giuliano Alma          |
| 9  | Italia (bandiera)   | A     | Luigi Scotto           |
| 10 | Italia (bandiera)   | A     | Daniele Ferri Marini   |
| 11 | Italia (bandiera)   | A     | Cristian Altinier      |
| 12 | Lituania (bandiera) | P     | Arijus Brazinskas      |
| 13 | Turchia (bandiera)  | D     | Rayyan Baniya          |
| 14 | Italia (bandiera)   | D     | Simone Aldrovandi      |
| 15 | Ghana (bandiera)    | A     | Joseph Ekuban Ansah    |
| 16 | Italia (bandiera)   | C     | Sante Giacinti         |

| N. |                      | Ruolo | Calciatore           |
| -- | -------------------- | ----- | -------------------- |
| 17 | Italia (bandiera)    | D     | Manuel Musiani       |
|    | Italia (bandiera)    | C     | Federico Varano      |
| 18 | Nigeria (bandiera)   | D     | Endurance Omohonria  |
| 19 | Italia (bandiera)    | A     | Nicola Ferrari       |
| 20 | Italia (bandiera)    | D     | Vincenzo Silvestro   |
| 21 | Italia (bandiera)    | C     | Lorenzo Cecchi       |
| 22 | Italia (bandiera)    | P     | Emanuele Conti       |
| 23 | Italia (bandiera)    | D     | Fabrizio De Santis   |
| 24 | Italia (bandiera)    | A     | Gianluca Sbordone    |
| 25 | Italia (bandiera)    | C     | Nicola Guglielmelli  |
| 26 | Ghana (bandiera)     | A     | David Yeboah Johnson |
| 27 | Italia (bandiera)    | C     | Nicolò Lazzarin      |
| 28 | Italia (bandiera)    | D     | Alessandro Cherubin  |
| 30 | Ghana (bandiera)     | A     | Muhammed Darboe      |
| 31 | Italia (bandiera)    | D     | Federico Tosi        |
| 34 | Italia (bandiera)    | D     | Lorenzo Riccò        |
| 88 | Argentina (bandiera) | C     | Matías Cuffa         |
| 89 | Italia (bandiera)    | P     | Leonardo Doro        |
| 90 | Italia (bandiera)    | P     | Patrick Sternieri    |

## Calciomercato

### Sessione estiva(dal 1/6 al 14/9)
Fonte:
| Arrivi | Arrivi               | Arrivi         | Arrivi     |
| R.     | Nome                 | da             | Modalità   |
| ------ | -------------------- | -------------- | ---------- |
| P      | Nicola Borghetto     | Verona         | prestito   |
| P      | Leonardo Doro        | Verona         | prestito   |
| P      | Arjius Brazinskas    | Sheffield Weds | definitivo |
| D      | Alessandro Cherubin  | Verona         | prestito   |
| D      | Manuel Musiani       | Cesena         | definitivo |
| D      | Rayan Baniya         | Verona         | prestito   |
| D      | Luigi Manzo          | Nocerina       | definitivo |
| D      | Jody Maistrello      | Verona         | prestito   |
| C      | Mattia Negri         | Ponsacco       | definitivo |
| C      | Sante Giacinti       | Nocerina       | definitivo |
| C      | Matías Cuffa         | Rieti          | definitivo |
| C      | Vincenzo Silvestro   | Pordenone      | prestito   |
| C      | Pietro Turrini       | Verona         | prestito   |
| C      | Giorgio Gagliardi    | Sanremese      | definitivo |
| C      | Lorenzo Cecchi       | Nocerina       | definitivo |
| A      | David Nana Yeboah    | Messina        | definitivo |
| A      | Daniele Ferri Marini | Forlì          | definitivo |
| A      | Simone Minincleri    | Rieti          | definitivo |
| A      | Luigi Scotto         | Rieti          | definitivo |
| A      | Nicola Ferrari       | Lentigione     | definitivo |
| A      | Carlos Buxton Opoku  | Verona         | prestito   |
| A      | Douglas Lima         | Almere City    | definitivo |
| A      | Cristian Altinier    | Reggiana       | svincolato |

| Cessioni | Cessioni                 | Cessioni             | Cessioni   |
| R.       | Nome                     | a                    | Modalità   |
| -------- | ------------------------ | -------------------- | ---------- |
| P        | Vladislav Lazarevs       |                      | definitivo |
| P        | Matteo Salsano           | -                    | svincolato |
| D        | Francesco Dragone        | -                    | svincolato |
| D        | Mirko Moi                | -                    | svincolato |
| D        | Tommaso Di Prima         | -                    | svincolato |
| D        | Mohamed Camara           | -                    | definitivo |
| D        | Pietro Cascone           | Tuttocuoio           | definitivo |
| D        | Rishav Thakur            | Poggese              | definitivo |
| C        | Renato Ricci             | Sorrento             | definitivo |
| C        | Giuseppe Palma           | Rieti                | definitivo |
| C        | Mattia Franchini         | Union Feltre         | definitivo |
| C        | Tommaso Saccavino        | -                    | svincolato |
| C        | Samake Mactar            |                      | definitivo |
| C        | Silvano Raggio Garibaldi | -                    | svincolato |
| C        | Giorgio Gagliardi        | Sanremese            | definitivo |
| A        | Simone Saporetti         | -                    | svincolato |
| A        | Vincenzo Barone          | Clodiense            | definitivo |
| A        | Luis Angel Carrasco      | -                    | svincolato |
| A        | Matteo Guazzo            | Derthona             | definitivo |
| A        | Gabriel Debeljuh         | Este                 | definitivo |
| A        | Lucas Correa             | -                    | svincolato |
| A        | Domenico Suriano         | Pomigliano           | definitivo |
| A        | Luca Pernigotti          | -                    | svincolato |
| A        | Douglas Lima             | -                    | svincolato |
| A        | Carlos Buxton Opoku      | Ambrosiana           | definitivo |
| A        | Davide Arabia            | Villafranca Veronese | prestito   |

### Sessione invernale(dal 3/1 al 31/1)
| Arrivi | Arrivi                 | Arrivi  | Arrivi     |
| R.     | Nome                   | da      | Modalità   |
| ------ | ---------------------- | ------- | ---------- |
| D      | Giovanni Antongiovanni | Vigasio | definitivo |
| D      | Davide Galazzini       | Verona  | prestito   |
| D      | Federico Tosi          | Verona  | prestito   |
| C      | Federico Varano        | -       | svincolato |
| C      | Giuliano Alma          | Gela    | definitivo |

| Cessioni | Cessioni                   | Cessioni | Cessioni      |
| R.       | Nome                       | a        | Modalità      |
| -------- | -------------------------- | -------- | ------------- |
| D        | Jody Maistrello            | Verona   | fine prestito |
| D        | Federico Tosi              | Verona   | definitivo    |
| D        | Nicola Aldrovandi          | Messina  | definitivo    |
| D        | Endurance Omohonria Imande | Avellino | definitivo    |
| C        | Mattia Negri               | Ponsacco | definitivo    |

## Risultati

### Girone di andata
| Arbitro: | Valerio Crezzini (Siena) |

|           |           |                                           |
| Monni 76’ | Marcatori | Silvestro 4’ Ferrari 16’ Ferri Marini 21’ |

| Arbitro: | Paolo Armando Mulas (Sassari) |

|            |           |               |
| Scotto 46’ | Marcatori | Villanova 27’ |

| Arbitro: | Francesco Croce (Novara) |

|  |           |                  |
|  | Marcatori | Ferri Marini 73’ |

| Arbitro: | Francesco D'Eusanio (Faenza) |

|                                            |           |  |
| Ferri Marini 62’ Minincleri 68’ Scotto 75’ | Marcatori |  |

| Arbitro: | Luca Zucchetti (Foligno) |

|             |           |                                 |
| Manconi 20’ | Marcatori | Minincleri 8’ (rig.) Scotto 12’ |

| Arbitro: | Costanza (Agrigento) |

|                         |           |             |
| Scotto 38’ Altinier 97’ | Marcatori | Cicconi 17’ |

| Arbitro: | Cherchi (Carbonia) |

|  |           |            |
|  | Marcatori | Scotto 20’ |

| Arbitro: | Campagnolo (Bassano del Grappa) |

|            |           |  |
| Yeboah 26’ | Marcatori |  |

| Arbitro: | Frascaro (Firenze) |

|                             |           |                                            |
| Zanetti 57’ (rig.) Vita 80’ | Marcatori | Ferri Marini 2’ 76’ Scotto 22’ Ferrari 29’ |

| Arbitro: | Giaccaglia (Jesi) |

|                                          |           |                                              |
| Guccione 5’ 80’ Bertani 29’ Scapuzzi 56’ | Marcatori | Ferrari 41’ Maistrello 65’ Scotto 89’ (rig.) |

| Arbitro: | Nana Tchato (Aprilia) |

|                           |           |  |
| Scotto 8’ Ferrari 21’ 35’ | Marcatori |  |

| Arbitro: | Cavaliere (Paola) |

|             |           |                                   |
| Bonaiti 13’ | Marcatori | Ferri Marini 6’ Scotto 51’ (rig.) |

| Arbitro: | Catanoso (Reggio Calabria) |

|                          |           |  |
| Ferrari 21’ Altinier 86’ | Marcatori |  |

| Arbitro: | Bianchini (Perugia) |

|          |           |                 |
| Peli 87’ | Marcatori | Ferri Marini 5’ |

| Arbitro: | Vergaro (Bari) |

|                  |           |  |
| Altinier 26’ 66’ | Marcatori |  |

| Arbitro: | Zamagni (Cesena) |

|              |           |                                   |
| Beltrame 63’ | Marcatori | Altinier 20’ Ferri Marini 37’ 53’ |

| Arbitro: | Grasso (Ariano Irpino) |

|                       |           |  |
| Varano 64’ Yeboah 88’ | Marcatori |  |

### Girone di ritorno
| Arbitro: | Virgilio (Trapani) |

|                  |           |                  |
| Ferri Marini 50’ | Marcatori | Baniya 2’ (aut.) |

| Arbitro: | Galipò (Firenze) |

|             |           |                             |
| Gattoni 43’ | Marcatori | Ferri Marini 45’ Baniya 65’ |

| Arbitro: | Picchi (Lucca) |

|              |           |  |
| Altinier 29’ | Marcatori |  |

| Arbitro: | Turrini (Firenze) |

|                 |           |                              |
| Comi 94’ (rig.) | Marcatori | Altinier 62’ Ferrari 69’ 83’ |

| Arbitro: | Catallo (Frosinone) |

|                                   |           |  |
| Cuffa 41’ Minincleri 62’ Alma 88’ | Marcatori |  |

| Arbitro: | Emmanuele (Pisa) |

|              |           |  |
| Borghese 51’ | Marcatori |  |

| Arbitro: | Costanza (Agrigento) |

|                         |           |  |
| Giacinti 32’ Yeboah 95’ | Marcatori |  |

| Arbitro: | Arena (Torre del Greco) |

|  |           |          |
|  | Marcatori | Alma 66’ |

| Arbitro: | Catani (Fermo) |

|                                       |           |             |
| Giacinti 13’ Silvestro 33’ Yeboah 95’ | Marcatori | Cocuzza 55’ |

| Arbitro: | Zucchetti (Foligno) |

|                                   |           |           |
| Altinier 7’ Minincleri 47’ (rig.) | Marcatori | Bugno 34’ |

| Arbitro: | Galipò (Firenze) |

|                         |           |                                              |
| Ruggeri 11’ Capelli 57’ | Marcatori | Ferri Marini 33’ (rig.) Scotto 54’ Cuffa 74’ |

| Arbitro: | Cherchi (Carbonia) |

|                                                         |           |                         |
| Altinier 22’ Ferri Marini 24’ 50’ Minincleri 82’ (rig.) | Marcatori | Artaria 18’ Capelli 54’ |

| Arbitro: | Delrio (Reggio Emilia) |

|           |           |  |
| Geroni 7’ | Marcatori |  |

| Arbitro: | Cavaliere (Paola) |

|                                                                  |           |  |
| Scotto 14’ Altinier 26’ 40’ Cuffa 36’ Minincleri 38’ Ferrari 54’ | Marcatori |  |

| Arbitro: | Arena (Torre del Greco) |

|              |           |                                                    |
| Tchaouna 93’ | Marcatori | Cuffa 15’ Scotto 41’ Altinier 43’ Ferri Marini 74’ |

| Arbitro: | Catanoso (Reggio Calabria) |

|                        |           |                         |
| Scotto 53’ Ferrari 85’ | Marcatori | Fognini 5’ Beltrame 57’ |

| Villafranca di Verona 5 maggio 2019, ore 15.00 UTC 34ª giornata | Villafranca Veronese | 0 – 0 referto | Mantova | Stadio comunale\| Arbitro: \| Rispoli (Locri) \| |
| Arbitro:                                                        | Rispoli (Locri)      |               |         |                                                  |

### Play off
| Arbitro: | Taricone (Perugia) |

|                                       |           |  |
| Manzo 60’ Altinier 79’ 91’ Ekuban 94’ | Marcatori |  |

| Mantova 19 maggio 2019, ore 16.00 UTC finale                                 | Mantova   | 1 – 2 referto            | Pro Sesto | Stadio Danilo Martelli (1.000 spett.) |
| \| \| \| \| \| Viganò 16’ (aut.) \| Marcatori \| 24’ Bertani 68’ Scapuzzi \| |           |                          |           |                                       |
|                                                                              |           |                          |           |                                       |
| Viganò 16’ (aut.)                                                            | Marcatori | 24’ Bertani 68’ Scapuzzi |           |                                       |

### Coppa Italia Serie D
| Arbitro: | Davide Faraon (Conegliano) |

|                      |           |  |
| Minghetti 90’ (aut.) | Marcatori |  |

| Arbitro: | Baronti (Pistoia) |

|                                                         |                      |                                                           |
| Scotto 17’ Ekuban 28’                                   | Marcatori            | Bortoluz 6’ (rig.) Borghetto 63’ (aut.)                   |
| Cecchi Ferrari Yeboah Minincleri Scotto Giacinti Buxton | Tiri di rigore 8 – 7 | Schiavini Manzoni Panatti Piras Bortoluz Bakayoko Morello |

| Arbitro: | Zanotti (Pavia) |

|                                       |                      |                                     |
| Lisai 89’                             | Marcatori            | Cuffa 8’                            |
| Segato Malgrati Perèz Silvestro Lisai | Tiri di rigore 4 – 5 | Cecchi Scotto Baniya Cuffa Giacinti |

| Mantova 28 novembre 2018, ore 14,30 ottavi di finale | Mantova   | 1 – 0 | Villa d'Almè | Stadio Danilo Martelli |
| \| \| \| \| \| Altinier 66’ \| Marcatori \| \|       |           |       |              |                        |
|                                                      |           |       |              |                        |
| Altinier 66’                                         | Marcatori |       |              |                        |

| Arbitro: | Vergaro (Bari) |

|  |           |            |
|  | Marcatori | Varano 52’ |

| Arbitro: | Delrio (Reggio Emilia) |

|            |           |            |
| Yeboah 60’ | Marcatori | Dorato 84’ |

| Arbitro: | Bertini (Lucca) |

|                               |           |             |
| Florian 23’ (rig.) 68’ (rig.) | Marcatori | Ferrari 35’ |

## Statistiche

### Statistiche di squadra
| Competizione         | Punti | In casa | In casa | In casa | In casa | In casa | In casa | In trasferta | In trasferta | In trasferta | In trasferta | In trasferta | In trasferta | Totale | Totale | Totale | Totale | Totale | Totale | D.R. |
| Competizione         | Punti | G       | V       | N       | P       | Gf      | Gs      | G            | V            | N            | P            | Gf           | Gs           | G      | V      | N      | P      | Gf     | Gs     | D.R. |
| -------------------- | ----- | ------- | ------- | ------- | ------- | ------- | ------- | ------------ | ------------ | ------------ | ------------ | ------------ | ------------ | ------ | ------ | ------ | ------ | ------ | ------ | ---- |
| Serie D (Girone B)   | 83    | 17      | 14      | 3       | 0       | 40      | 9       | 17           | 12           | 2            | 3            | 33           | 18           | 34     | 26     | 5      | 3      | 73     | 27     | +46  |
| Playoff Serie D      | -     | 2       | 1       | 0       | 1       | 5       | 2       | 0            | 0            | 0            | 0            | 0            | 0            | 2      | 1      | 0      | 1      | 5      | 2      | +3   |
| Coppa Italia Serie D | -     | 4       | 2       | 2       | 0       | 5       | 3       | 3            | 1            | 1            | 1            | 3            | 3            | 7      | 3      | 3      | 1      | 8      | 6      | +2   |
| Totale               | -     | 23      | 17      | 5       | 1       | 50      | 14      | 20           | 13           | 3            | 4            | 36           | 21           | 43     | 30     | 8      | 5      | 86     | 35     | +51  |

### Andamento in campionato
| Giornata  | 1 | 2 | 3 | 4 | 5 | 6 | 7 | 8 | 9 | 10 | 11 | 12 | 13 | 14 | 15 | 16 | 17 | 18 | 19 | 20 | 21 | 22 | 23 | 24 | 25 | 26 | 27 | 28 | 29 | 30 | 31 | 32 | 33 | 34 |
| --------- | - | - | - | - | - | - | - | - | - | -- | -- | -- | -- | -- | -- | -- | -- | -- | -- | -- | -- | -- | -- | -- | -- | -- | -- | -- | -- | -- | -- | -- | -- | -- |
| Luogo     | T | C | T | C | T | C | T | C | T | T  | C  | T  | C  | T  | C  | T  | C  | C  | T  | C  | T  | C  | T  | C  | T  | C  | C  | T  | C  | T  | C  | T  | C  | T  |
| Risultato | V | N | V | V | V | V | V | V | V | P  | V  | V  | V  | N  | V  | V  | V  | N  | V  | V  | V  | V  | P  | V  | V  | V  | V  | V  | V  | P  | V  | V  | N  | N  |
| Posizione | 2 | 3 | 3 | 2 | 2 | 1 | 1 | 1 | 1 | 1  | 1  | 1  | 1  | 1  | 1  | 1  | 1  | 2  | 2  | 1  | 1  | 1  | 2  | 2  | 2  | 2  | 1  | 1  | 1  | 2  | 2  | 2  | 2  | 2  |

Legenda:

Luogo: C = Casa; T = Trasferta. Risultato: V = Vittoria; N = Pareggio; P = Sconfitta.